# 10347 Murom
För andra betydelser, se Murom (olika betydelser).
10347 Murom eller 1992 HG4 är en asteroid i huvudbältet som upptäcktes den 23 april 1992 av den belgiske astronomen Eric W. Elst vid La Silla-observatoriet. Den är uppkallad efter den ryska staden Murom.
Asteroiden har en diameter på ungefär 4 kilometer.